# Graeme Hall
Graeme Hall es un deportista británico que compitió en remo. Ganó dos medallas de plata en el Campeonato Mundial de Remo, en los años 1975 y 1976.

## Palmarés internacional
| Campeonato Mundial | Campeonato Mundial       | Campeonato Mundial | Campeonato Mundial        |
| Año                | Lugar                    | Medalla            | Prueba                    |
| ------------------ | ------------------------ | ------------------ | ------------------------- |
| 1975               | Nottingham (Reino Unido) | Medalla de plata   | Cuatro sin timonel ligero |
| 1976               | Villach (Austria)        | Medalla de plata   | Ocho con timonel ligero   |